# Gustave Le Gray

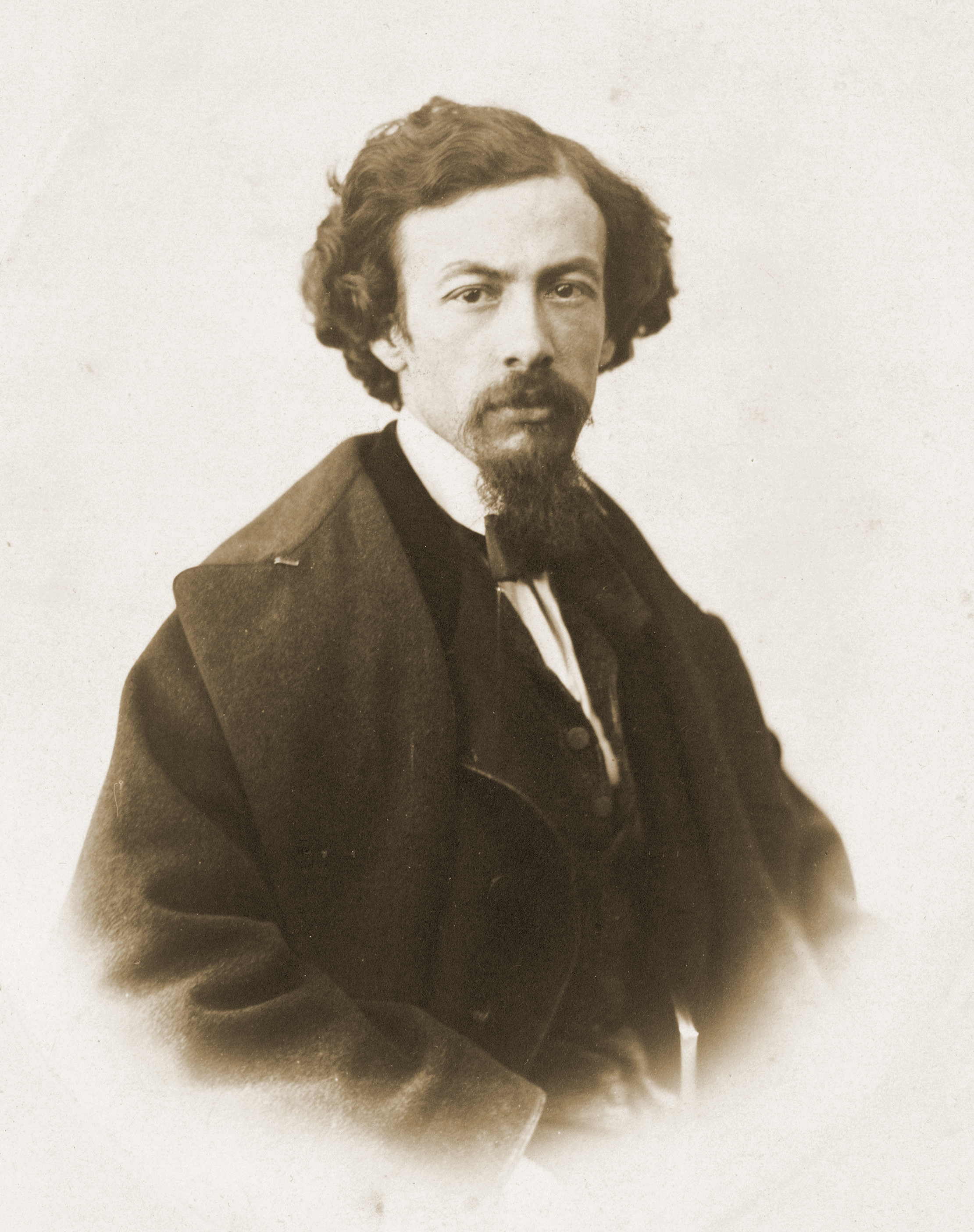
Gustave Le Gray (Selbstporträt um 1859)

Gustave Le Gray (* 30. August 1820 in Villiers-le-Bel, Val-d’Oise; † 30. Juli 1884 in Kairo) war ein Pionier der Fotografie, insbesondere der künstlerischen.

## Leben und Wirken
In der Gründerzeit als Sohn eines Kurzwarenhändlers geboren. Nach seiner Schulzeit absolvierte er ein Studium der Malerei im Atelier von Paul Delaroche. Er erfand 1850 zusammen mit Frederick Scott Archer das Negativ-Verfahren mit der Kollodium-Nassplatte. Seine fotografischen Arbeiten dokumentierten in berückendem Realismus seine Zeit und beeindruckten in ganz Europa Bürger und Adel. 1854 wurde er Mitbegründer der Société française de photographie. Er floh wegen seiner Schulden 1860 nach Ägypten. Seine Fotografien zählen bei Versteigerungen zu den teuersten der Welt.
Le Gray erfand die Methode des Sandwich-Negativs, bei der ein Positiv (Fotografie) durch zwei Negative belichtet wird. Als Fotograf des französischen Hofes sollte er Aufnahmen der Flotte fertigen. Beim damaligen Stand der Fotochemie dauerte es sehr lange, Aufnahmen von Wolkenformationen zu machen. Andererseits erforderte die Ablichtung der Wellen und der Brandung eine sehr kurze Belichtungszeit. Mit Hilfe der Kombination zweier Negative, die mit unterschiedlicher Belichtungszeit aufgenommen waren, gelangen Le Gray dramatische Fotografien, die an die maritime Malerei der Seestücke erinnert.